# Teo
Teo – gmina w Hiszpanii, w prowincji A Coruña, w Galicji, o powierzchni 79,3 km². W 2011 roku gmina liczyła 18 454 mieszkańców.